# Carlos Trías Bertrán
Carlos Trías Bertrán (Barcelona, 1918 - Barcelona, 14 de septiembre de 1969) foi um advogado e político espanhol.

## Biografia
Ele era filho do empresário e político [Bartolomé Trías]. Formou-se em Direito, foi secretário do Falange espanhola da JONS em Barcelona, que constitui oficialmente o 16 de julho de 1934, colaborou, entre outros, com Roberto Bassas Figa (Chief Provincial), José Ribas Seva (Chefe local do Barcelona), Raimundo Frouchman Roger (Secretário local) e Guillermo Vazquez (Primeira linha local). A sede da Falange em Barcelona abriu em uma rua local Rossich No. 4, que abrigava o Centro de Esportes Olímpicos, e foi inaugurado pelo José Antonio Primo de Rivera em 3 de Maio 1935.
Após a  Guerra Civil foi nomeado vereador e foi contratado para reconstruir a cidade. É devido à reconstrução do bairro gótico e a extensão da Diagonal. Obtido que a reabertura da Academia de Direito e Legislação da Catalunha, editor do  Law Journal Catalunha  ser autorizada, e dentro dele vários advogados de renome catalanistas como Pi Sunyer e Saltor arquivado. {{Prove} }
Em 1959 foi nomeado Comissário Geral de Planejamento Urbano de Madri. Em 1964, o Plano de Ordenação do capital foi aprovado. Ele foi o autor, também, da Lei Especial de Madri.
1. ↑  Fallecimiento de don Carlos Trías Betrán (La Vanguardia Española, 16/9/1969)